# Альбан Вермеш
Альбан Вермеш  (угор. Vermes Albán, 19 червня 1957 — 3 лютого 2021) — угорський плавець, олімпійський медаліст.

## Виступи на Олімпіадах
| Олімпіада   | Дисципліна                    | Місце   |
| ----------- | ----------------------------- | ------- |
| Москва 1980 | плавання на 100 метрів брасом | AC r2/2 |
| Москва 1980 | плавання на 200 метрів брасом | 2       |